# Noi, Zagor
Noi, Zagor è un film documentario del 2013 diretto da Riccardo Jacopino incentrato sulla figura di Zagor, personaggio dei fumetti creato nel 1961 da Sergio Bonelli e Gallieno Ferri.

## Produzione
La produzione del film è durata 2 anni. Il primo passo fu l'intervista a Gallieno Ferri, il creatore grafico del personaggio, svoltasi nella sua abitazione di Recco. La sceneggiatura cercò di affrontare le ragioni del successo di Zagor, di cogliere le emozioni degli autori e dei lettori e di capire come vengono creati gli albi e come questi siano influenzati dalle vite personali dei loro creatori.

## Distribuzione
È stato proiettato in anteprima a Romics il 6 ottobre e al museo di Milano WOW Spazio Fumetto il 13 ottobre È stato poi distribuito in circa 200 sale cinematografiche il 22 e il 23 ottobre.

## Promozione
Il regista Riccardo Jacopino presentò alcuni spezzoni del suo documentario a Lucca Comics & Games 2012.